# Resultate der Ständeratswahlen (2019–2023)
Dieser Artikel enthält die Resultate aller für die Zusammensetzung des schweizerischen Ständerats während der 51. Legislaturperiode (Oktober 2019–Oktober 2023) massgeblichen Wahlen. Dies umfasst die zusammen mit den Nationalratswahlen vom 20. Oktober 2019 durchgeführten ordentlichen Wahlen, die Ersatzwahlen für während der Amtszeit zurückgetretene oder verstorbene Ratsmitglieder sowie die ordentlichen Erneuerungswahlen im Kanton Appenzell Innerrhoden vom 28. April 2019, an welcher der Appenzeller Ständerat für die Zeit von 2019 bis 2023 gewählt wurde.

## Wahlsystem
Ausführlicher hierzu: Ständerat – Wahlverfahren
Die schweizerische Bundesverfassung legt im Artikel 150 fest, dass die Wahl und Amtsdauer der Ständeräte in die Zuständigkeit der Kantone fällt.
Es gibt allerdings eine gewisse Vereinheitlichung. In allen Kantonen wird der Ständerat direkt durch das Volk gewählt: im Kanton Appenzell Innerrhoden an der Landsgemeinde, in allen anderen Kantonen an der Urne. Die Ständerate des Kantons Jura sowie des Kantons Neuenburg werden im Proporzverfahren (Verhältniswahlrecht) gewählt, in allen anderen Kantonen galt in der 51. Legislatur das Majorzverfahren (Mehrheitswahlrecht). Dabei gilt üblicherweise ein System mit zwei Wahlgängen: Im ersten Wahlgang muss ein Kandidat, um gewählt zu werden, das (unterschiedlich berechnete) absolute Mehr erreichen. Im zweiten Wahlgang genügt das relative Mehr: Gewählt ist, wer am meisten Stimmen erhalten hat.
In allen Kantonen ausser Appenzell Innerrhoden fanden die Ständeratswahlen für die 51. Legislaturperiode zusammen mit den Nationalratswahlen vom 20. Oktober 2019 statt. Für den Kanton Appenzell Innerrhoden werden auch die Ständeratswahlen vom 28. April 2019 angegeben. Dies deshalb, weil der dort Gewählte während der 51. Legislaturperiode im Ständerat sitzt.

## Kanton Aargau

### Ordentliche Wahl, 1. Wahlgang (20. Oktober 2019)
Quelle:
Weil im 1. Wahlgang niemand das absolute Mehr von 88'828 Stimmen erreichte, musste ein 2. Wahlgang angesetzt werden.
| Kandidat | Kandidat               | Partei      | Stimmen | %      | Ergebnis |
| -------- | ---------------------- | ----------- | ------- | ------ | -------- |
|          | Thierry Burkart        | FDP         | 82'515  | 43,4 % |          |
|          | Hansjörg Knecht        | SVP         | 72'574  | 38,2 % |          |
|          | Cédric Wermuth         | SP          | 55'274  | 29,1 % |          |
|          | Ruth Müri              | Grüne       | 40’560  | 21,4 % |          |
|          | Marianne Binder-Keller | CVP         | 36'700  | 19,3 % |          |
|          | Beat Flach             | glp         | 23'158  | 12,2 % |          |
|          | Maya Bally             | BDP         | 21'706  | 11,4 % |          |
|          | Roland Frauchiger      | EVP         | 9'784   | 5,2 %  |          |
|          | Jean-Pierre Leutwyler  | FW AG AG1   | 5'786   | 3,0 %  |          |
|          | Pius Lischer           | parteilos   | 1'663   | 0,9 %  |          |
|          | Vereinzelte            | Vereinzelte | 5'590   | 2,9 %  |          |

### Ordentliche Wahl, 2. Wahlgang (24. November 2019)
Quelle: 
Weil im 1. Wahlgang niemand das absolute Mehr erreicht hatte, fand am 24. November 2019 ein 2. Wahlgang statt. Dabei galt das relative Mehr.
| Kandidat | Kandidat               | Partei | Stimmen | %      | Ergebnis |
| -------- | ---------------------- | ------ | ------- | ------ | -------- |
|          | Thierry Burkart        | FDP    | 99'372  | 62,1 % | gewählt  |
|          | Hansjörg Knecht        | SVP    | 73'692  | 46,0 % | gewählt  |
|          | Marianne Binder-Keller | CVP    | 61'657  | 38,5 % |          |
|          | Ruth Müri              | Grüne  | 58'754  | 36,7 % |          |

## Kanton Appenzell Ausserrhoden(1 Sitz)

### Ordentliche Wahl (20. Oktober 2019)
Quelle: 
| Kandidat | Kandidat               | Partei      | Stimmen | %      | Ergebnis |
| -------- | ---------------------- | ----------- | ------- | ------ | -------- |
|          | Andrea Caroni (bisher) | FDP         | 11'490  | 71,1 % | gewählt  |
|          | Reto Sonderegger       | SVP AR1     | 4'059   | 25,1 % |          |
|          | Vereinzelte            | Vereinzelte | 621     | 3,8 %  |          |

## Kanton Appenzell Innerrhoden(1 Sitz)

### Ordentliche Wahl 2019 (28. April 2019)
An der Landsgemeinde vom 28. April 2019 wurde Nationalrat Daniel Fässler (CVP) mit deutlichen Mehr zum neuen Ständerat gewählt. Er besiegte den von einer anonymen Gruppe empfohlenen Ex-Regierungsrat Thomas Rechsteiner. Dieser hatte eine offizielle Kandidatur abgelehnt, liess jedoch im Vorfeld verlauten, er würde eine allfällige Wahl annehmen.
Weil an der Landsgemeinde mit offenem Handmehr abgestimmt wird, können keine genauen Stimmenverhältnisse angegeben werden.
| Kandidat | Kandidat           | Partei | Ergebnis |
| -------- | ------------------ | ------ | -------- |
|          | Daniel Fässler     | CVP    | gewählt  |
|          | Thomas Rechsteiner | CVP    |          |

### Ordentliche Wahl 2023 (30. April 2023)
An der Landsgemeinde vom 28. April 2023 wurde der bisherige Ständerat Daniel Fässler (Mitte) ohne Gegenkandidaten und mit nur vereinzelten Gegenstimmen wiedergewählt.
Weil an der Landsgemeinde mit offenem Handmehr abgestimmt wird, können keine genauen Stimmenverhältnisse angegeben werden.
| Kandidat | Kandidat                | Partei | Ergebnis |
| -------- | ----------------------- | ------ | -------- |
|          | Daniel Fässler (bisher) | Mitte  | gewählt  |

## Kanton Basel-Landschaft(1 Sitz)

### Ordentliche Wahl, 1. Wahlgang (20. Oktober 2019)
Quelle:
Weil im 1. Wahlgang niemand das absolute Mehr von 38'496 Stimmen erreichte, musste ein 2. Wahlgang angesetzt werden.
| Kandidat | Kandidat              | Partei      | Stimmen | %      | Ergebnis |
| -------- | --------------------- | ----------- | ------- | ------ | -------- |
|          | Daniela Schneeberger  | FDP         | 26'536  | 34,5 % |          |
|          | Maya Graf             | Grüne       | 22'986  | 29,9 % |          |
|          | Eric Nussbaumer       | SP          | 22'519  | 29,2 % |          |
|          | Elisabeth Augstburger | EVP         | 3209    | 4,2 %  |          |
|          | Vereinzelte           | Vereinzelte | 1740    | 2,3 %  |          |

### Ordentliche Wahl, 2. Wahlgang (24. November 2019)
Quelle: 
Weil im 1. Wahlgang niemand das absolute Mehr erreicht hatte, fand am 24. November 2019 ein 2. Wahlgang statt. Dabei galt das relative Mehr.
| Kandidat | Kandidat             | Partei      | Stimmen | %      | Ergebnis |
| -------- | -------------------- | ----------- | ------- | ------ | -------- |
|          | Maya Graf            | Grüne       | 32'581  | 50,8 % | gewählt  |
|          | Daniela Schneeberger | FDP         | 30'488  | 47,6 % |          |
|          | Vereinzelte          | Vereinzelte | 1'021   | 1,6 %  |          |

## Kanton Basel-Stadt(1 Sitz)

### Ordentliche Wahl (20. Oktober 2019)
Quelle: 
| Kandidat | Kandidat                 | Partei        | Stimmen | %      | Ergebnis |
| -------- | ------------------------ | ------------- | ------- | ------ | -------- |
|          | Eva Herzog               | SP            | 37'230  | 66,4 % | gewählt  |
|          | Patricia von Falkenstein | LDP           | 12'037  | 21,5 % |          |
|          | Gianna Hablützel-Bürki   | SVP           | 4'557   | 8,1 %  |          |
|          | Eric Weber               | VA            | 1'187   | 2,1 %  |          |
|          | Marc Meyer               | parteilos BS1 | 531     | 0,9 %  |          |
|          | Vereinzelte              | Vereinzelte   | 501     | 0,9 %  |          |

## Kanton Bern

### Ordentliche Wahl, 1. Wahlgang (20. Oktober 2019)
Quelle: 
Weil im 1. Wahlgang niemand das absolute Mehr von 152’797 Stimmen erreichte, musste ein 2. Wahlgang angesetzt werden.
| Kandidat | Kandidat                | Partei        | Stimmen | %      | Ergebnis |
| -------- | ----------------------- | ------------- | ------- | ------ | -------- |
|          | Hans Stöckli (bisher)   | SP            | 122'263 | 35,2 % |          |
|          | Regula Rytz             | Grüne         | 119'960 | 34,6 % |          |
|          | Werner Salzmann         | SVP           | 119'630 | 34,5 % |          |
|          | Beatrice Simon          | BDP           | 82'283  | 23,7 % |          |
|          | Christa Markwalder      | FDP           | 61'904  | 17,8 % |          |
|          | Kathrin Bertschy        | glp           | 48'076  | 13,9 % |          |
|          | Marianne Streiff-Feller | EVP           | 24'139  | 7,0 %  |          |
|          | Pascal Fouquet          | PPS           | 10'424  | 3,0 %  |          |
|          | Peter Eberhardt         | DU BE1        | 9'888   | 2,8 %  |          |
|          | Jorgo Ananiadis         | PPS           | 4'298   | 1,2 %  |          |
|          | Florian Gerber          | PNOS          | 3'003   | 0,9 %  |          |
|          | Philipp Jutzi           | parteilos     | 1'998   | 0,6 %  |          |
|          | Verena Lobsiger-Schmid  | parteilos BE2 | 1'772   | 0,5 %  |          |
|          | Yannic Nuofer           | PNOS          | 1'348   | 0,4 %  |          |
|          | Joe Grin                | parteilos     | 198     | 0,1 %  |          |

### Ordentliche Wahl, 2. Wahlgang (17. November 2019)
Quelle: 
Weil im ersten Wahlgang niemand das absolute Mehr erreicht hatte, fand am 17. November 2019 ein zweiter Wahlgang statt. Dabei konnten nur Kandidierende teilnehmen, die im ersten Wahlgang mindestens drei Prozent der Stimmen erreicht hatten. Beatrice Simon sowie Kathrin Bertschy und Marianne Streiff-Feller traten im zweiten Wahlgang nicht mehr an, obwohl sie im ersten Wahlgang die erforderliche Stimmenzahl erreicht hatten. Im zweiten Wahlgang galt das relative Mehr.
| Kandidat | Kandidat              | Partei | Stimmen | %      | Ergebnis |
| -------- | --------------------- | ------ | ------- | ------ | -------- |
|          | Hans Stöckli (bisher) | SP     | 157'750 | 48,2 % | gewählt  |
|          | Werner Salzmann       | SVP    | 154'586 | 47,2 % | gewählt  |
|          | Regula Rytz           | Grüne  | 141'337 | 43,2 % |          |
|          | Christa Markwalder    | FDP    | 115'163 | 35,2 % |          |

## Kanton Freiburg

### Ordentliche Wahl, 1. Wahlgang (20. Oktober 2019)
Quelle: 
Weil im 1. Wahlgang niemand das absolute Mehr von 42'998 Stimmen erreichte, musste ein 2. Wahlgang angesetzt werden.
| Kandidat | Kandidat                  | Partei   | Stimmen | %      | Ergebnis |
| -------- | ------------------------- | -------- | ------- | ------ | -------- |
|          | Christian Levrat (bisher) | SP       | 36'958  | 43,0 % |          |
|          | Beat Vonlanthen (bisher)  | CVP      | 23'316  | 27,1 % |          |
|          | Johanna Gapany            | FDP      | 19'534  | 22,7 % |          |
|          | Pierre-André Page         | SVP      | 18'497  | 21,5 % |          |
|          | Gerhard Andrey            | Grüne    | 16'171  | 18,8 % |          |
|          | Ralph Schmid              | glp      | 5'534   | 6,4 %  |          |
|          | Anthony Jaria             | BDP      | 1'469   | 1,7 %  |          |
|          | Claudio Rugo              | KP FR1   | 1'264   | 1,5 %  |          |
|          | Flavio Guido              | DDSN FR2 | 823     | 1,0 %  |          |
|          | Ruedi Raemy               | DDSN     | 759     | 0,9 %  |          |

### Ordentliche Wahl, 2. Wahlgang (10. November 2019)
Quelle: 

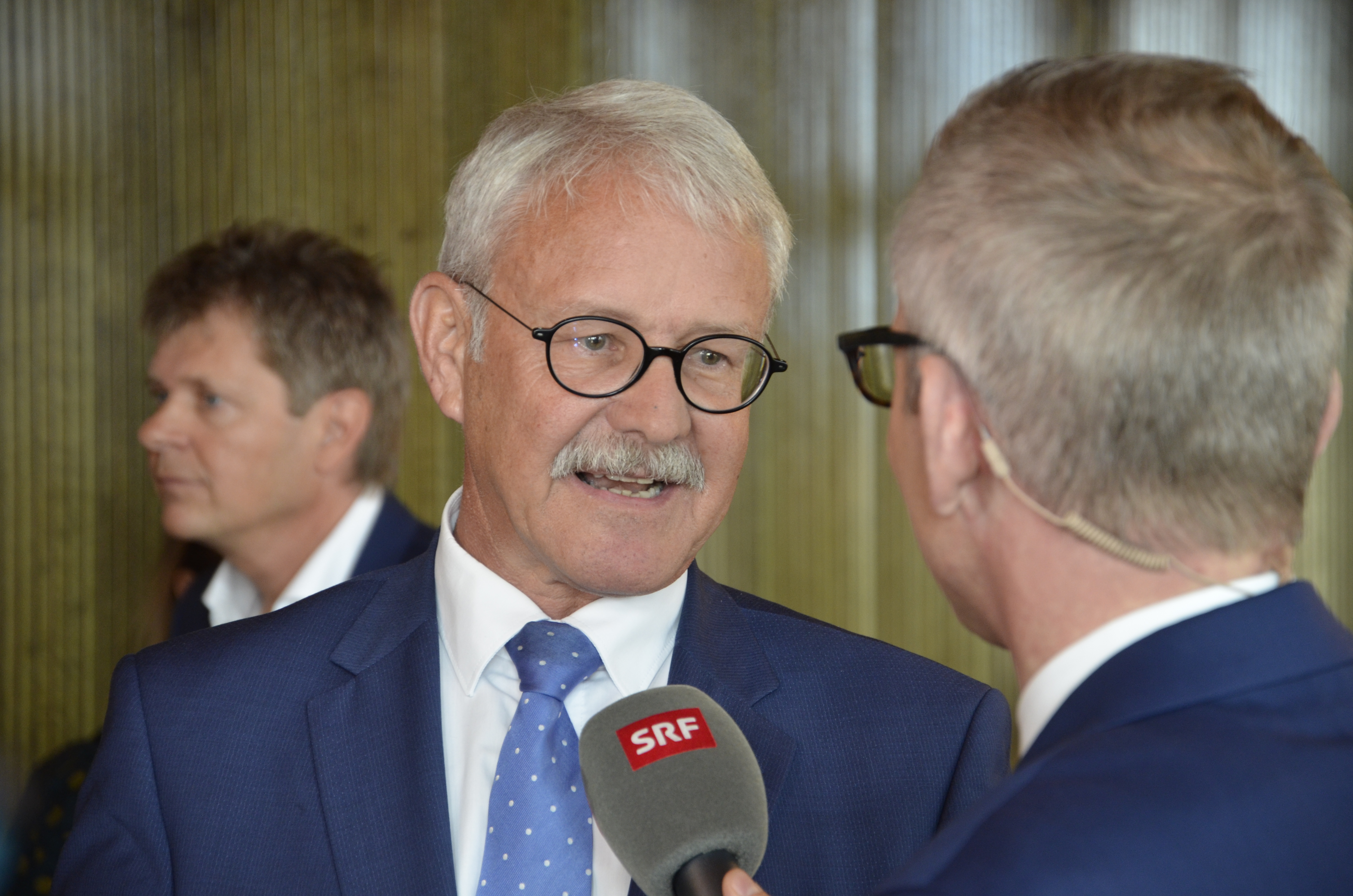
Der überraschend abgewählte Beat Vonlanthen

Weil im 1. Wahlgang kein Kandidat das absolute Mehr erreicht hatte, fand am 3. November 2019 ein 2. Wahlgang statt. Dabei galt das relative Mehr.
| Kandidat | Kandidat                  | Partei | Stimmen | %      | Ergebnis |
| -------- | ------------------------- | ------ | ------- | ------ | -------- |
|          | Christian Levrat (bisher) | SP     | 38'372  | 52,2 % | gewählt  |
|          | Johanna Gapany            | FDP    | 31'129  | 42,3 % | gewählt  |
|          | Beat Vonlanthen (bisher)  | CVP    | 30'991  | 42,1 % |          |

### Ersatzwahl Levrat (26. September 2021)
Quelle: 
Weil Ständerat Levrat im April 2021 zum Verwaltungsratspräsident der Schweizerischen Post (mit Amtsantritt am 1. Dezember 2021) gewählt wurde, musste eine Ersatzwahl stattfinden.
| Kandidat | Kandidat         | Partei | Stimmen | %      | Ergebnis |
| -------- | ---------------- | ------ | ------- | ------ | -------- |
|          | Isabelle Chassot | Mitte  | 54'695  | 62,7 % | gewählt  |
|          | Carl-Alex Ridoré | SP     | 32'591  | 37,3 % |          |

## Kanton Genf

### Ordentliche Wahl, 1. Wahlgang (20. Oktober 2019)
Quelle:
Weil im 1. Wahlgang niemand das absolute Mehr von 50’854 Stimmen erreichte, musste ein 2. Wahlgang angesetzt werden.
| Kandidat | Kandidat                | Partei        | Stimmen | %      | Ergebnis |
| -------- | ----------------------- | ------------- | ------- | ------ | -------- |
|          | Lisa Mazzone            | Grüne         | 41’757  | 41,1 % |          |
|          | Carlo Sommaruga         | SP            | 38’344  | 37,7 % |          |
|          | Hugues Hiltpold         | FDP           | 23’424  | 23,0 % |          |
|          | Béatrice Hirsch         | CVP           | 21’716  | 21,4 % |          |
|          | Céline Amaudruz         | SVP           | 20’267  | 19,9 % |          |
|          | François Bärtschi       | MCG           | 11’051  | 10,9 % |          |
|          | Willy Cretegny          | parteilos     | 7’746   | 7,6 %  |          |
|          | Susanne Amsler          | glp           | 7’312   | 7,2 %  |          |
|          | Marc Wuarrin            | glp           | 4’761   | 4,7 %  |          |
|          | Stefania Prezioso Batou | Sol           | 4’423   | 4,3 %  |          |
|          | Jean Burgermeister      | Sol           | 3’393   | 3,3 %  |          |
|          | Alexandre Eniline       | PdA           | 2’093   | 2,1 %  |          |
|          | Thierry Vidonne         | BDP           | 1’444   | 1,4 %  |          |
|          | André Leitner           | BDP           | 1’191   | 1,2 %  |          |
|          | Paul Aymon              | parteilos GE1 | 1’021   | 1,0 %  |          |

### Ordentliche Wahl, 2. Wahlgang (10. November 2019)
Quelle: 
Weil im 1. Wahlgang niemand das absolute Mehr erreicht hatte, fand am 3. November 2019 ein 2. Wahlgang statt. Dabei galt das relative Mehr.
| Kandidat | Kandidat        | Partei        | Stimmen | %      | Ergebnis |
| -------- | --------------- | ------------- | ------- | ------ | -------- |
|          | Lisa Mazzone    | Grüne         | 42'651  | 52,4 % | gewählt  |
|          | Carlo Sommaruga | SP            | 38'911  | 47,8 % | gewählt  |
|          | Hugues Hiltpold | FDP           | 25'962  | 31,9 % |          |
|          | Béatrice Hirsch | CVP           | 21'674  | 26,6 % |          |
|          | Céline Amaudruz | SVP           | 21'045  | 25,8 % |          |
|          | Paul Aymon      | parteilos GE2 | 2'388   | 2,9 %  |          |

## Kanton Glarus

### Ordentliche Wahl (20. Oktober 2019)
Quelle:
| Kandidat | Kandidat              | Partei      | Stimmen | %      | Ergebnis |
| -------- | --------------------- | ----------- | ------- | ------ | -------- |
|          | Thomas Hefti (bisher) | FDP         | 7'544   | 70,0 % | gewählt  |
|          | Mathias Zopfi         | Grüne       | 5'684   | 52,7 % | gewählt  |
|          | Werner Hösli (bisher) | SVP         | 5'432   | 50,4 % |          |
|          | Vereinzelte           | Vereinzelte | 1'229   | 11,4 % |          |

## Kanton Graubünden

### Ordentliche Wahl (20. Oktober 2019)
Quelle: 
| Kandidat | Kandidat               | Partei      | Stimmen | %      | Ergebnis |
| -------- | ---------------------- | ----------- | ------- | ------ | -------- |
|          | Stefan Engler (bisher) | CVP         | 30'033  | 52,8 % | gewählt  |
|          | Martin Schmid (bisher) | FDP         | 26'629  | 46,8 % | gewählt  |
|          | Jon Pult               | SP          | 15'230  | 26,8 % |          |
|          | Valérie Favre Accola   | SVP         | 10'093  | 17,7 % |          |
|          | Géraldine Danuser      | glp         | 7'106   | 12,5 % |          |
|          | Timo Stammwitz         | parteilos   | 693     | 1,2 %  |          |
|          | Vereinzelte            | Vereinzelte | 5'326   | 9,4 %  |          |

## Kanton Jura

### Ordentliche Wahl (20. Oktober 2019)
Quelle:
Im Kanton Jura wird der Ständerat nach Proporz (Verhältniswahlrecht) gewählt. Massgeblich ist also zuerst die Stimmenzahl der Partei und erst dann innerhalb der Partei die Stimmenzahl der einzelnen Kandidierenden.
| Partei                      | Partei                              | Stimmen | %      | Kandidat                  | Stimmen | Ergebnis |
| --------------------------- | ----------------------------------- | ------- | ------ | ------------------------- | ------- | -------- |
|                             | Sozialdemokratische Partei          | 15'162  | 33,9 % | Elisabeth Baume-Schneider | 8'895   | gewählt  |
| Mathilde Crevoisier Crelier | Sozialdemokratische Partei          | 15'162  | 33,9 % | 5'628                     |         |          |
|                             | Christlichdemokratische Volkspartei | 12'633  | 28,3 % | Charles Juillard          | 7'630   | gewählt  |
| Françoise Chaignat-Arnoux   | Christlichdemokratische Volkspartei | 12'633  | 28,3 % | 3'888                     |         |          |
|                             | Schweizerische Volkspartei          | 8'571   | 19,2 % | Thomas Stettler           | 4'609   |          |
| Thierry Froidevaux          | Schweizerische Volkspartei          | 8'571   | 19,2 % | 3'546                     |         |          |
|                             | Grüne                               | 8'317   | 18,6 % | Pauline Godat             | 4'907   |          |
| Jean-Marc Comment           | Grüne                               | 8'317   | 18,6 % | 3'221                     |         |          |

## Kanton Luzern

### Ordentliche Wahl, 1. Wahlgang (20. Oktober 2019)
Quelle: 
Weil im 1. Wahlgang nur der bisherige Ständerat Damien Müller das absolute Mehr von 65'476 Stimmen erreichte, musste ein 2. Wahlgang angesetzt werden.
| Kandidat | Kandidat               | Partei      | Stimmen | %      | Ergebnis |
| -------- | ---------------------- | ----------- | ------- | ------ | -------- |
|          | Damian Müller (bisher) | FDP         | 65'784  | 50,2 % | gewählt  |
|          | Andrea Gmür            | CVP         | 54'861  | 41,9 % |          |
|          | Franz Grüter           | SVP         | 38'358  | 29,3 % |          |
|          | Monique Frey           | Grüne       | 30'322  | 23,2 % |          |
|          | David Roth             | SP          | 29'668  | 22,7 % |          |
|          | Michèle Graber         | glp         | 9'334   | 7,1 %  |          |
|          | Florian Studer         | parteilos   | 4'553   | 3,5 %  |          |
|          | Vereinzelte            | Vereinzelte | 1'923   | 1,5 %  |          |

### Ordentliche Wahl, 2. Wahlgang (17. November 2019)
Weil im 1. Wahlgang nur ein Kandidat das absolute Mehr erreicht hatte, musste ein 2. Wahlgang angesetzt werden. Da sich für diesen 2. Wahlgang aber nur Andrea Gmür anmeldete, während sich die anderen Kandidierenden zurückgezogen hatten, wurde Gmür am 24. Oktober als in stiller Wahl gewählt erklärt.
| Kandidat | Kandidat                  | Partei | Stimmen     | Ergebnis |
| -------- | ------------------------- | ------ | ----------- | -------- |
|          | Andrea Gmür-Schönenberger | CVP    | stille Wahl | gewählt  |

## Kanton Neuenburg

### Ordentliche Wahl (20. Oktober 2019)
Quelle: 
Im Kanton Neuenburg wird der Ständerat nach Proporz (Verhältniswahlrecht) gewählt. Massgeblich ist also zuerst die Stimmenzahl der Partei und erst dann innerhalb der Partei die Stimmenzahl der einzelnen Kandidierenden.
| Partei                   | Partei                              | Stimmen | %      | Kandidat                | Stimmen | Ergebnis |
| ------------------------ | ----------------------------------- | ------- | ------ | ----------------------- | ------- | -------- |
|                          | Grüne                               | 20'107  | 21,1 % | Céline Vara             | 10'035  | gewählt  |
| Fabien Fivaz             | Grüne                               | 20'107  | 21,1 % | 9'785                   |         |          |
|                          | FDP.Die Liberalen                   | 20'092  | 21,1 % | Philippe Bauer          | 11'044  | gewählt  |
| Didier Boillat           | FDP.Die Liberalen                   | 20'092  | 21,1 % | 8'402                   |         |          |
|                          | Sozialdemokratische Partei          | 17'445  | 18,3 % | Silvia Locatelli        | 8'641   |          |
| Martine Docourt Ducommun | Sozialdemokratische Partei          | 17'445  | 18,3 % | 8'274                   |         |          |
|                          | Partei der Arbeit                   | 13'615  | 14,3 % | Denis de la Reussille   | 8'950   |          |
| Sarah Blum               | Partei der Arbeit                   | 13'615  | 14,3 % | 4'315                   |         |          |
|                          | Schweizerische Volkspartei          | 10'591  | 11,1 % | Pierre Hainard          | 5'498   |          |
| Magali Junod             | Schweizerische Volkspartei          | 10'591  | 11,1 % | 4'829                   |         |          |
|                          | Grünliberale Partei                 | 7'030   | 7,4 %  | Sarah Pearson Perret    | 991     |          |
| Mireille Tissot-Daguette | Grünliberale Partei                 | 7'030   | 7,4 %  | 959                     |         |          |
|                          | Christlichdemokratische Volkspartei | 4'308   | 4,5 %  | Nathalie Schallenberger | 1'387   |          |
| Laurent Sutter           | Christlichdemokratische Volkspartei | 4'308   | 4,5 %  | 497                     |         |          |
|                          | SolidaritéS                         | 1'513   | 1,6 %  | Zoé Bachmann            | 783     |          |
| Dimitri Paratte          | SolidaritéS                         | 1'513   | 1,6 %  | 718                     |         |          |
|                          | Europäische Föderalistische Partei  | 224     | 0,2 %  | Jean Luc Pieren         | 102     |          |
|                          | Les modernocrates                   | 196     | 0,2 %  | Thomas Wroblevski       | 91      |          |

## Kanton Nidwalden(1 Sitz)

### Ordentliche Wahl (20. Oktober 2019)
Für die Ständeratswahlen vom 20. Oktober 2019 meldete sich im Kanton Nidwalden nur der Amtsinhaber Hans Wicki an. Wicki wurde daraufhin vom Regierungsrat als in stiller Wahl zum Ständerat gewählt erklärt.
| Kandidat | Kandidat            | Partei | Stimmen     | Ergebnis |
| -------- | ------------------- | ------ | ----------- | -------- |
|          | Hans Wicki (bisher) | FDP    | stille Wahl | gewählt  |

## Kanton Obwalden(1 Sitz)

### Ordentliche Wahl (20. Oktober 2019)
Für die Ständeratswahlen vom 20. Oktober 2019 meldete sich im Kanton Obwalden nur der Amtsinhaber Erich Ettlin an. Ettlin wurde daraufhin vom Regierungsrat als in stiller Wahl zum Ständerat gewählt erklärt.
| Kandidat | Kandidat              | Partei | Stimmen     | Ergebnis |
| -------- | --------------------- | ------ | ----------- | -------- |
|          | Erich Ettlin (bisher) | CVP    | stille Wahl | gewählt  |

## Kanton Schaffhausen

### Ordentliche Wahl (20. Oktober 2019)
Quelle: 
| Kandidat | Kandidat                | Partei      | Stimmen | %      | Ergebnis |
| -------- | ----------------------- | ----------- | ------- | ------ | -------- |
|          | Hannes Germann (bisher) | SVP         | 17'333  | 58,1 % | gewählt  |
|          | Thomas Minder (bisher)  | parteilos   | 14'813  | 49,6 % | gewählt  |
|          | Patrick Portmann        | SP          | 9'952   | 33,3 % |          |
|          | Christian Amsler        | FDP         | 6'346   | 21,3 % |          |
|          | Vereinzelte             | Vereinzelte | 3'688   | 12,4 % |          |

## Kanton Schwyz

### Ordentliche Wahl, 1. Wahlgang (20. Oktober 2019)
Quelle: 
Weil im 1. Wahlgang nur der bisherige Ständerat Alex Kuprecht das absolute Mehr von 24’135 Stimmen erreichte, musste ein 2. Wahlgang angesetzt werden.
| Kandidat | Kandidat               | Partei      | Stimmen | %      | Ergebnis |
| -------- | ---------------------- | ----------- | ------- | ------ | -------- |
|          | Alex Kuprecht (bisher) | SVP         | 24'695  | 48,1 % | gewählt  |
|          | Pirmin Schwander       | SVP         | 21'340  | 41,5 % |          |
|          | Othmar Reichmuth       | CVP         | 21'234  | 41,3 % |          |
|          | Kaspar Michel          | FDP         | 15'379  | 29,9 % |          |
|          | Michael Fuchs          | SP          | 11'672  | 22,7 % |          |
|          | Honorata Züger         | parteilos   | 1'226   | 2,4 %  |          |
|          | Vereinzelte            | Vereinzelte | 993     | 1,9 %  |          |

### Ordentliche Wahl, 2. Wahlgang (24. November 2019)
Quelle:
Weil im 1. Wahlgang nur ein Kandidat das absolute Mehr erreicht hatte, fand am 24. November 2019 ein 2. Wahlgang statt. Dabei galt das relative Mehr.
| Kandidat | Kandidat         | Partei      | Stimmen | %      | Ergebnis |
| -------- | ---------------- | ----------- | ------- | ------ | -------- |
|          | Othmar Reichmuth | CVP         | 23'359  | 51,1 % | gewählt  |
|          | Pirmin Schwander | SVP         | 21'338  | 46,7 % |          |
|          | Honorata Züger   | parteilos   | 870     | 1,9 %  |          |
|          | Vereinzelte      | Vereinzelte | 118     | 0,3 %  |          |

## Kanton Solothurn

### Ordentliche Wahl, 1. Wahlgang (20. Oktober 2019)
Quelle:
Weil im 1. Wahlgang nur Pirmin Bischof das absolute Mehr von 39'651 Stimmen erreichte, musste ein 2. Wahlgang angesetzt werden.
| Kandidat | Kandidat                 | Partei | Stimmen | %      | Ergebnis |
| -------- | ------------------------ | ------ | ------- | ------ | -------- |
|          | Pirmin Bischof (bisher)  | CVP    | 42'234  | 53,1 % | gewählt  |
|          | Roberto Zanetti (bisher) | SP     | 37'465  | 47,1 % |          |
|          | Christian Imark          | SVP    | 24'460  | 30,8 % |          |
|          | Felix Wettstein          | Grüne  | 19'794  | 24,9 % |          |
|          | Stefan Nünlist           | FDP    | 17'942  | 22,6 % |          |

### Ordentliche Wahl, 2. Wahlgang (17. November 2019)
Quelle: 
Weil im 1. Wahlgang nur ein Kandidat das absolute Mehr erreicht hatte, fand am 17. November 2019 ein 2. Wahlgang statt. Dabei galt das relative Mehr.
| Kandidat | Kandidat                 | Partei | Stimmen | %      | Ergebnis |
| -------- | ------------------------ | ------ | ------- | ------ | -------- |
|          | Roberto Zanetti (bisher) | SP     | 42'666  | 61,0 % | gewählt  |
|          | Christian Imark          | SVP    | 27'143  | 39,0 % |          |

## Kanton St. Gallen

### Ordentliche Wahl, 1. Wahlgang (20. Oktober 2019)
Quelle:
Weil im 1. Wahlgang niemand das absolute Mehr von 71’095 Stimmen erreichte, musste ein 2. Wahlgang angesetzt werden.
| Kandidat | Kandidat                  | Partei      | Stimmen | %      | Ergebnis |
| -------- | ------------------------- | ----------- | ------- | ------ | -------- |
|          | Benedikt Würth (bisher)   | CVP         | 70'594  | 49,6 % |          |
|          | Paul Rechsteiner (bisher) | SP          | 64'077  | 45,1 % |          |
|          | Roland Rino Büchel        | SVP         | 45'941  | 32,3 % |          |
|          | Marcel Dobler             | FDP         | 30'755  | 21,6 % |          |
|          | Franziska Ryser           | GPS         | 27'660  | 19,5 % |          |
|          | Pietro Vernazza           | glp         | 12'695  | 8,9 %  |          |
|          | Norbert Feldmann          | BDP         | 4'174   | 2,9 %  |          |
|          | Vereinzelte               | Vereinzelte | 2'353   | 1,7 %  |          |

### Ordentliche Wahl, 2. Wahlgang (17. November 2019)
Quelle: 
Weil im 1. Wahlgang niemand das absolute Mehr erreicht hatte, fand am 17. November 2019 ein 2. Wahlgang statt. Dabei galt das relative Mehr.
| Kandidat | Kandidat                  | Partei | Stimmen | %      | Ergebnis |
| -------- | ------------------------- | ------ | ------- | ------ | -------- |
|          | Benedikt Würth (bisher)   | CVP    | 77'893  | 68,8 % | gewählt  |
|          | Paul Rechsteiner (bisher) | SP     | 62'750  | 55,4 % | gewählt  |
|          | Roland Rino Büchel        | SVP    | 45'904  | 40,5 % |          |

### Ersatzwahl Rechsteiner, 1. Wahlgang (12. März 2023)
Quelle: 
Da Paul Rechsteiner per 16. Dezember 2022 aus dem Ständerat zurückgetreten war, musste eine Ersatzwahl stattfinden.
| Kandidat | Kandidat                    | Partei      | Stimmen | %      | Ergebnis |
| -------- | --------------------------- | ----------- | ------- | ------ | -------- |
|          | Esther Friedli              | SVP         | 55'680  | 43,9 % |          |
|          | Susanne Vincenz-Stauffacher | FDP         | 26'938  | 21,2 % |          |
|          | Barbara Gysi                | SP          | 22'167  | 17,5 % |          |
|          | Franziska Ryser             | GPS         | 21'791  | 17,1 % |          |
|          | Vereinzelte                 | Vereinzelte | 361     | 0,3 %  |          |

### Ersatzwahl Rechsteiner, 2. Wahlgang (30. April 2023)
Quelle: 
Weil im 1. Wahlgang niemand das absolute Mehr von 63'459 Stimmen erreichte, musste ein 2. Wahlgang angesetzt werden.
| Kandidat | Kandidat       | Partei      | Stimmen | %      | Ergebnis |
| -------- | -------------- | ----------- | ------- | ------ | -------- |
|          | Esther Friedli | SVP         | 70'449  | 56,3 % | gewählt  |
|          | Barbara Gysi   | SP          | 45'293  | 36,2 % |          |
|          | Lukas Alder    | parteilos   | 5627    | 4,5 %  |          |
|          | Vereinzelte    | Vereinzelte | 1338    | 1,1 %  |          |

## Kanton Tessin

### Ordentliche Wahl, 1. Wahlgang (20. Oktober 2019)
Quelle: 
Weil im 1. Wahlgang niemand das absolute Mehr von 52’882 Stimmen erreichte, musste ein 2. Wahlgang angesetzt werden.
| Kandidat | Kandidat                  | Partei       | Stimmen | %      | Ergebnis |
| -------- | ------------------------- | ------------ | ------- | ------ | -------- |
|          | Filippo Lombardi (bisher) | CVP          | 34'318  | 32,5 % |          |
|          | Marco Chiesa              | SVP          | 32'576  | 30,8 % |          |
|          | Giovanni Merlini          | FDP          | 30'371  | 28,7 % |          |
|          | Marina Carobbio Guscetti  | SP           | 30'263  | 28,6 % |          |
|          | Greta Gysin               | Grüne        | 22'012  | 20,8 % |          |
|          | Battista Ghiggia          | Lega         | 20'546  | 19,4 % |          |
|          | Werner Nussbaumer         | LV TI1       | 2'885   | 2,7 %  |          |
|          | Germano Mattei            | MontViva TI2 | 2'757   | 2,6 %  |          |
|          | Xenia Peran               | LV           | 838     | 0,8 %  |          |

### Ordentliche Wahl, 2. Wahlgang (17. November 2019)
Quelle: 
Weil im 1. Wahlgang niemand das absolute Mehr erreicht hatte, fand am 17. November 2019 ein 2. Wahlgang statt. Dabei galt das relative Mehr.
| Kandidat | Kandidat                  | Partei | Stimmen | %      | Ergebnis |
| -------- | ------------------------- | ------ | ------- | ------ | -------- |
|          | Marco Chiesa              | SVP    | 42'552  | 40,3 % | gewählt  |
|          | Marina Carobbio Guscetti  | SP     | 36'469  | 34,5 % | gewählt  |
|          | Filippo Lombardi (bisher) | CVP    | 36'424  | 34,5 % |          |
|          | Giovanni Merlini          | FDP    | 33'278  | 31,5 % |          |

## Kanton Thurgau

### Ordentliche Wahl (20. Oktober 2019)
Quelle:
| Kandidat | Kandidat                         | Partei      | Stimmen | %      | Ergebnis |
| -------- | -------------------------------- | ----------- | ------- | ------ | -------- |
|          | Brigitte Häberli-Koller (bisher) | CVP         | 43'434  | 61,6 % | gewählt  |
|          | Jakob Stark                      | SVP         | 37'913  | 53,3 % | gewählt  |
|          | Nina Schläfli                    | SP          | 16'568  | 23,3 % |          |
|          | Kurt Egger                       | Grüne       | 14'025  | 19,7 % |          |
|          | Ulrich (Ueli) Fisch              | glp         | 14'002  | 19,7 % |          |
|          | Gabriela Coray                   | parteilos   | 4'396   | 6,2 %  |          |
|          | Vereinzelte                      | Vereinzelte | 3'369   | 4,7 %  |          |

## Kanton Uri

### Ordentliche Wahl (20. Oktober 2019)
Quelle:
| Kandidat | Kandidat              | Partei      | Stimmen | %      | Ergebnis |
| -------- | --------------------- | ----------- | ------- | ------ | -------- |
|          | Josef Dittli (bisher) | FDP         | 7'576   | 73,8 % | gewählt  |
|          | Heidi Z’graggen       | CVP         | 7'086   | 69,0 % | gewählt  |
|          | Vereinzelte           | Vereinzelte | 3'143   | 30,6 % |          |

## Kanton Waadt

### Ordentliche Wahl, 1. Wahlgang (20. Oktober 2019)
Quelle:
Weil im 1. Wahlgang niemand das absolute Mehr von 90'759 Stimmen erreichte, musste ein 2. Wahlgang angesetzt werden.
| Kandidat | Kandidat                  | Partei      | Stimmen | %      | Ergebnis |
| -------- | ------------------------- | ----------- | ------- | ------ | -------- |
|          | Adèle Thorens Goumaz      | Grüne       | 72'416  | 39,9 % |          |
|          | Ada Marra                 | SP          | 71'997  | 39,7 % |          |
|          | Olivier Français (bisher) | FDP         | 53'049  | 29,3 % |          |
|          | Jacques Nicolet           | SVP         | 32'045  | 17,7 % |          |
|          | Michaël Buffat            | SVP         | 29'639  | 16,3 % |          |
|          | Isabelle Chevalley        | glp         | 21'982  | 12,1 % |          |
|          | François Pointet          | glp         | 12'634  | 7,0 %  |          |
|          | Claude Béglé              | CVP         | 6'730   | 3,7 %  |          |
|          | François Bachmann         | EVP         | 6'394   | 3,4 %  |          |
|          | Franziska Meinherz        | EàG-Sol VD1 | 4'557   | 2,5 %  |          |
|          | Bernard Borel             | PdA         | 4'476   | 2,5 %  |          |
|          | Anaïs Timofte             | PdA         | 4'401   | 2,4 %  |          |
|          | Yvan Lucarini             | EàG-Dec VD2 | 4'052   | 2,2 %  |          |
|          | Annick Tiburzio           | DDSN VD3    | 1'077   | 0,6 %  |          |
|          | Olivier Pahud             | DDSN        | 963     | 0,5 %  |          |

### Ordentliche Wahl, 2. Wahlgang (10. November 2019)
Quelle:
Weil im 1. Wahlgang kein Kandidat das absolute Mehr erreicht hatte, fand am 3. November 2019 ein 2. Wahlgang statt. Dabei galt das relative Mehr.
| Kandidat | Kandidat                  | Partei | Stimmen | %      | Ergebnis |
| -------- | ------------------------- | ------ | ------- | ------ | -------- |
|          | Olivier Français (bisher) | FDP    | 86'354  | 53,8 % | gewählt  |
|          | Adèle Thorens Goumaz      | Grüne  | 83'031  | 51,7 % | gewählt  |
|          | Ada Marra                 | SP     | 76'193  | 47,4 % |          |

## Kanton Wallis

### Ordentliche Wahl, 1. Wahlgang (20. Oktober 2019)
Quelle: 
Weil im 1. Wahlgang niemand das absolute Mehr von 58'692 Stimmen erreichte, musste ein 2. Wahlgang angesetzt werden.
| Kandidat | Kandidat             | Partei  | Stimmen | %      | Ergebnis |
| -------- | -------------------- | ------- | ------- | ------ | -------- |
|          | Beat Rieder (bisher) | CVP     | 45'678  | 38,9 % |          |
|          | Marianne Maret       | CVP     | 39'660  | 33,8 % |          |
|          | Mathias Reynard      | SP      | 36'323  | 30,9 % |          |
|          | Philippe Nantermod   | FDP     | 25'727  | 21,9 % |          |
|          | Brigitte Wolf        | Grüne   | 24'799  | 21,1 % |          |
|          | Cyrille Fauchère     | SVP     | 16'652  | 14,2 % |          |
|          | Michael Kreuzer      | SVP     | 15'359  | 13,1 % |          |
|          | Jacqueline Lavanchy  | GdF VS1 | 2'878   | 2,5 %  |          |

### Ordentliche Wahl, 2. Wahlgang (3. November 2019)
Quelle:
Weil im 1. Wahlgang kein Kandidat das absolute Mehr erreicht hatte, fand am 3. November 2019 ein 2. Wahlgang statt. Dabei galt das relative Mehr.
| Kandidat | Kandidat             | Partei | Stimmen | %      | Ergebnis |
| -------- | -------------------- | ------ | ------- | ------ | -------- |
|          | Beat Rieder (bisher) | CVP    | 52'355  | 48,6 % | gewählt  |
|          | Marianne Maret       | CVP    | 48'402  | 44,9 % | gewählt  |
|          | Mathias Reynard      | SP     | 47'032  | 43,6 % |          |
|          | Brigitte Wolf        | Grüne  | 31'411  | 29,1 % |          |
|          | Cyrille Fauchère     | SVP    | 14'227  | 13,2 % |          |

## Kanton Zug

### Ordentliche Wahl, 1. Wahlgang (20. Oktober 2019)
Quelle:
Weil im 1. Wahlgang nur der bisherige Ständerat Peter Hegglin das absolute Mehr von 18'464 Stimmen erreichte, musste ein 2. Wahlgang angesetzt werden.
| Kandidat | Kandidat               | Partei    | Stimmen | %      | Ergebnis |
| -------- | ---------------------- | --------- | ------- | ------ | -------- |
|          | Peter Hegglin (bisher) | CVP       | 19'909  | 50,1 % | gewählt  |
|          | Matthias Michel        | FDP       | 16'852  | 42,4 % |          |
|          | Heinz Tännler          | SVP       | 16'769  | 42,2 % |          |
|          | Tabea Zimmermann       | ALG       | 8'200   | 20,6 % |          |
|          | Barbara Gysel          | SP        | 7'898   | 19,9 % |          |
|          | Stefan Thöni           | PARAT     | 2'598   | 6,5 %  |          |
|          | Andrea Sidler Wyss     | parteilos | 1'626   | 4,1 %  |          |

### Ordentliche Wahl, 2. Wahlgang (17. November 2019)
Quelle: 
Weil im 1. Wahlgang nur ein Kandidat das absolute Mehr erreicht hatte, fand am 17. November 2019 ein 2. Wahlgang statt. Dabei galt das relative Mehr.
| Kandidat | Kandidat         | Partei | Stimmen | %      | Ergebnis |
| -------- | ---------------- | ------ | ------- | ------ | -------- |
|          | Matthias Michel  | FDP    | 17'206  | 45,3 % | gewählt  |
|          | Heinz Tännler    | SVP    | 13'857  | 36,5 % |          |
|          | Tabea Zimmermann | ALG    | 6'949   | 18,3 % |          |

## Kanton Zürich

### Ordentliche Wahl, 1. Wahlgang (20. Oktober 2019)
Quelle: 
Weil im 1. Wahlgang nur Daniel Jositsch das absolute Mehr von 183'919 Stimmen erreichte, musste ein 2. Wahlgang angesetzt werden.
| Kandidat | Kandidat                 | Partei | Stimmen | %      | Ergebnis |
| -------- | ------------------------ | ------ | ------- | ------ | -------- |
|          | Daniel Jositsch (bisher) | SP     | 216'679 | 52,6 % | gewählt  |
|          | Ruedi Noser (bisher)     | FDP    | 141'700 | 34,4 % |          |
|          | Roger Köppel             | SVP    | 107'528 | 26,1 % |          |
|          | Marionna Schlatter       | Grüne  | 95'142  | 23,1 % |          |
|          | Tiana Angelina Moser     | glp    | 80'450  | 19,5 % |          |
|          | Nicole Barandun          | CVP    | 20'405  | 4,9 %  |          |
|          | Nik Gugger               | EVP    | 17'750  | 4,3 %  |          |
|          | Vereinzelte              |        |         |        |          |

### Ordentliche Wahl, 2. Wahlgang (17. November 2019)
Quelle: 
Weil im 1. Wahlgang nur ein Kandidat das absolute Mehr erreicht hatte, fand am 17. November 2019 ein 2. Wahlgang statt. Dabei galt das relative Mehr.
| Kandidat | Kandidat             | Partei      | Stimmen | %      | Ergebnis |
| -------- | -------------------- | ----------- | ------- | ------ | -------- |
|          | Ruedi Noser (bisher) | FDP         | 185'276 | 59,8 % | gewählt  |
|          | Marionna Schlatter   | Grüne       | 116'594 | 37,6 % |          |
|          | Vereinzelte          | Vereinzelte | 7'824   | 2,5 %  |          |